# 月球旅遊

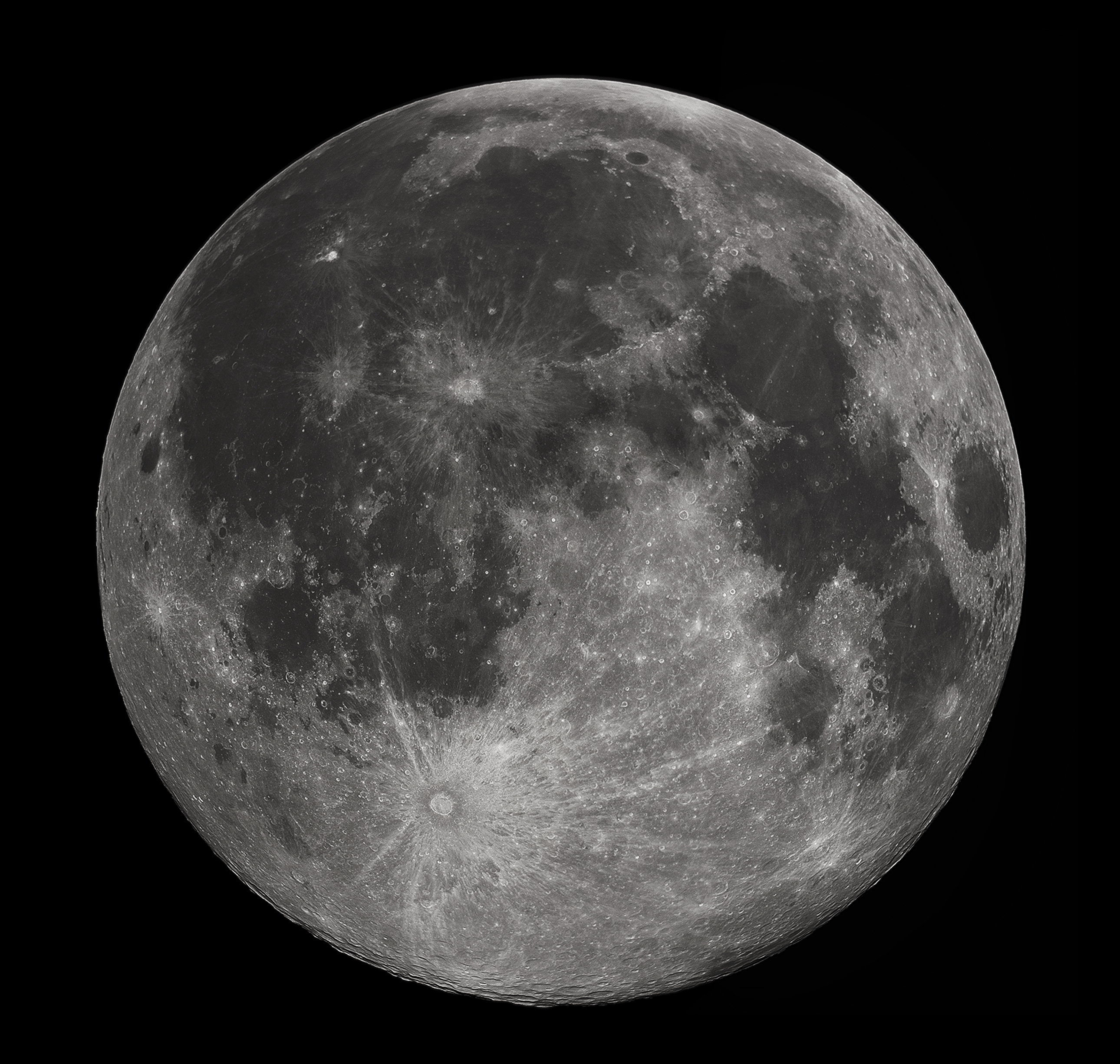
月球

月球旅遊，指的是在地球的天然衛星──月球上或是附近進行的太空旅遊。有些太空旅遊的新創公司計畫在不久的將來便可以提供月球旅行，而也有些公司預估、或是聲稱：在2020到2043年間，月球旅遊將成為現實。

## 公司
目前宣告有月球旅遊業務的公司有：
- Golden Spike Company[3]

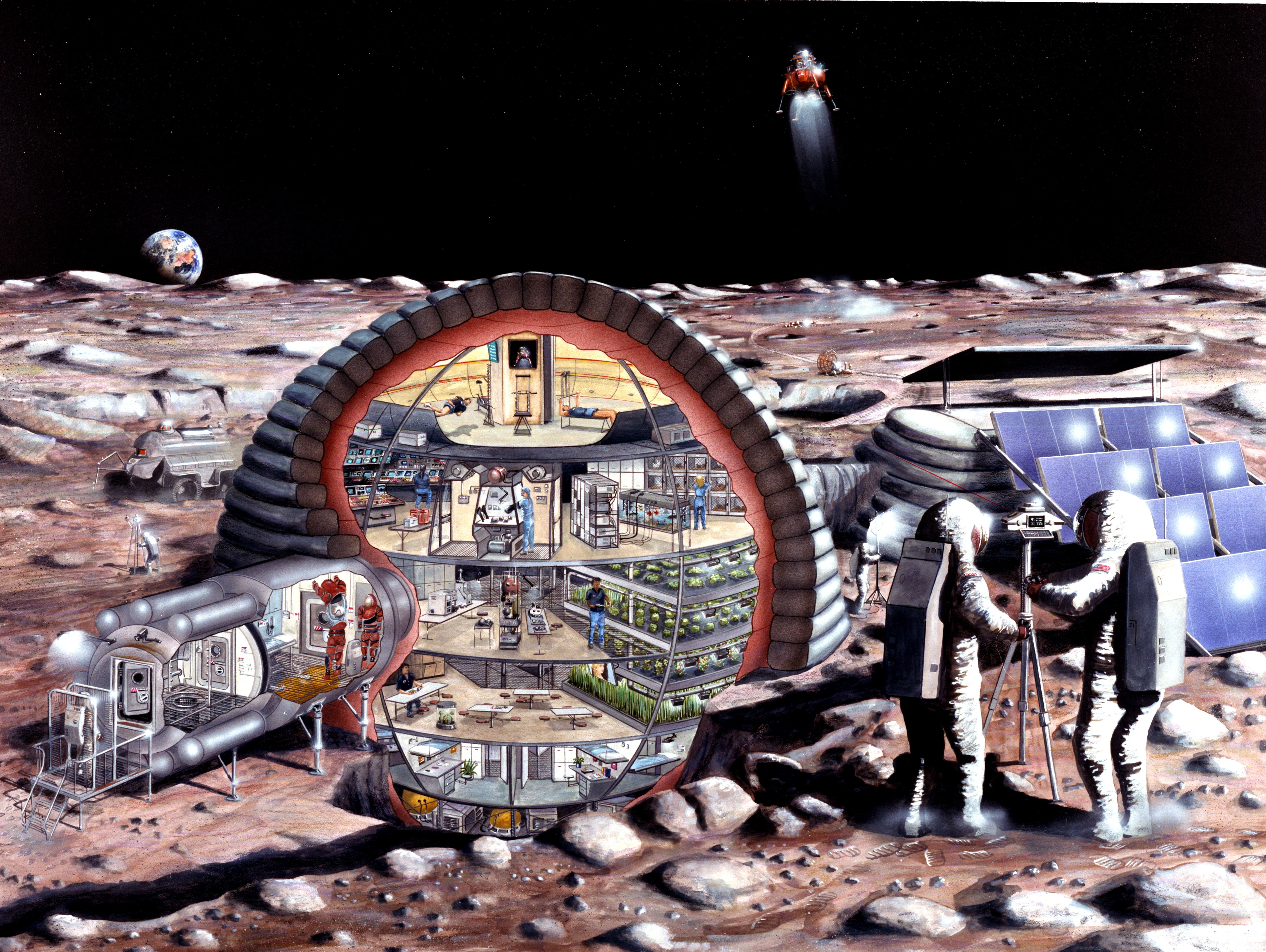
Artist's concept of a possible lunar base

- 太空探險公司（Space Adventures ）[4]
- 王劍鑽石（Excalibur Almaz）[4]
- 維珍銀河（Virgin Galactic）[1]

## 類型

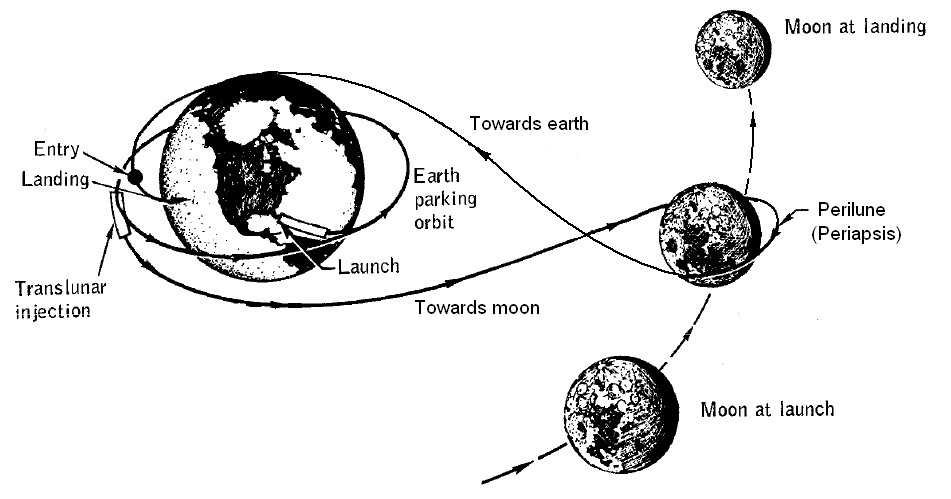
Sketch of circumlunar free return trajectory

- 繞月旅行：太空梭不登陸月球，而是以環繞月球的方式進並回到地球。根據太空探險公司，這躺旅行最近可以距離月球100公里以內。[5]
- 登陸月球：此種旅遊類型，遊客則會登陸月球

## 費用
部分旅遊公司有公告月球旅遊的價格：
- 繞月旅行：太空探險公司與eeee對每個座位約收取1億5000萬美金，此價格包含數個月的行前訓練，雖然這趟旅行只會飛經月球，並不會登陸。[4]
- 登陸月球：Golden Spike Company 對每個座位約收取 7500萬美金。[6][3]

## 圖集

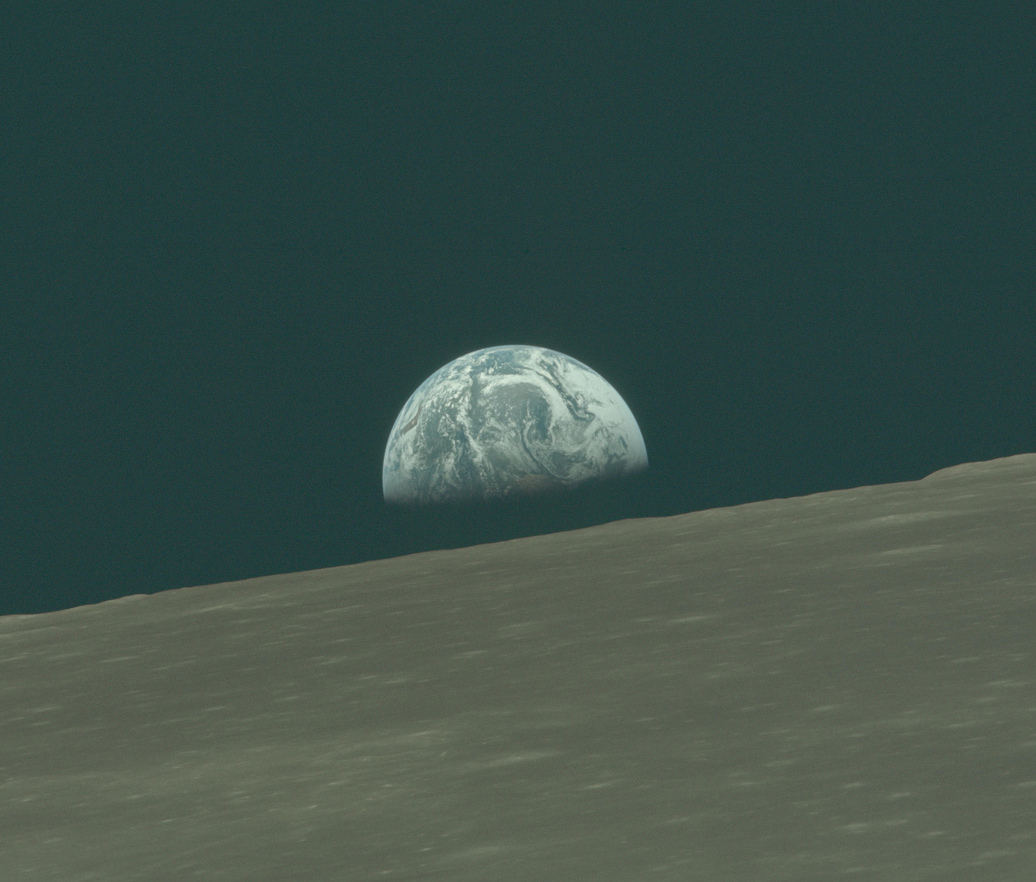
從阿波羅10號軌道上看到地球從月球的天地線上升起
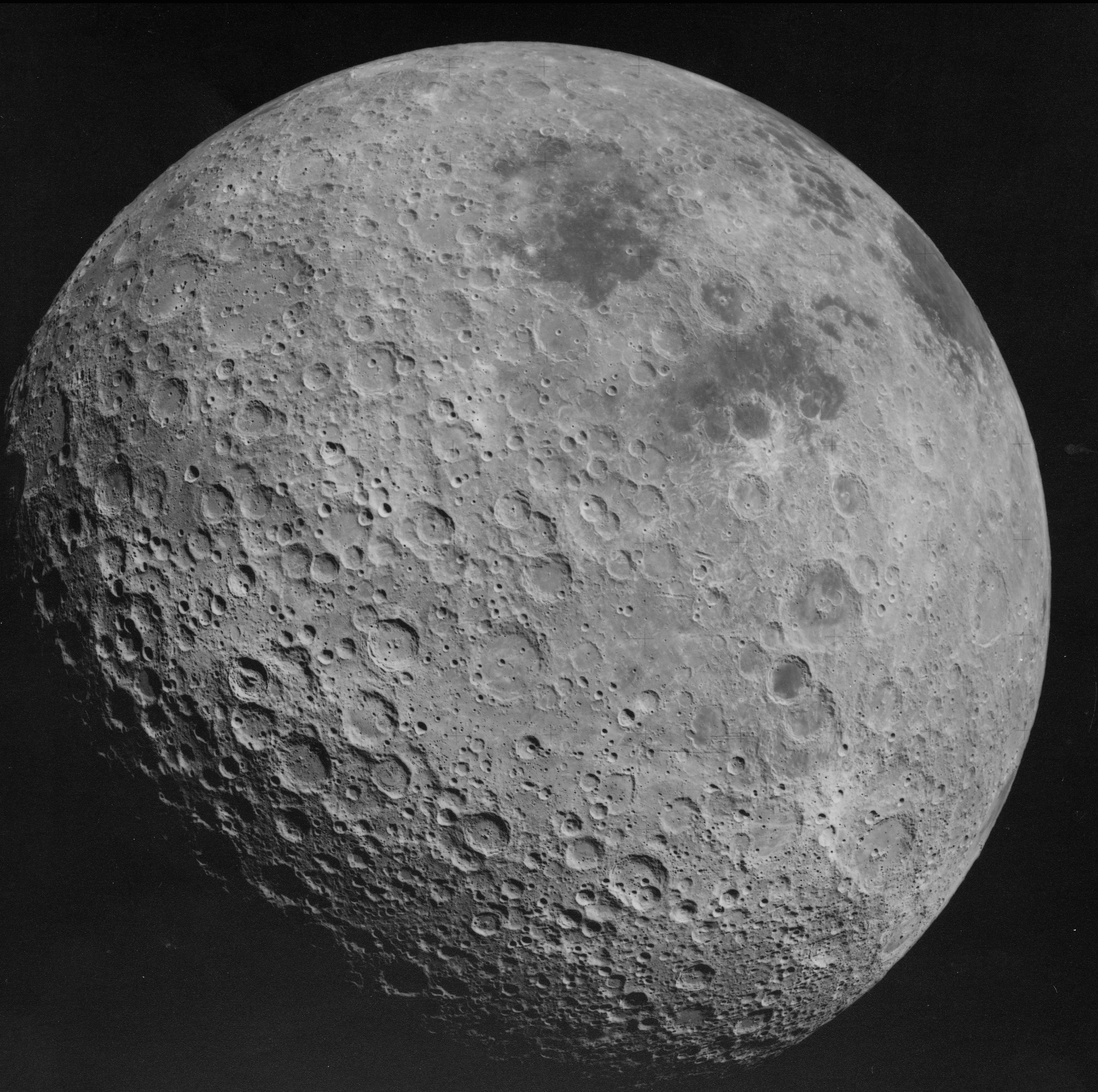
由阿波羅16號機組人員拍攝到的月球背面
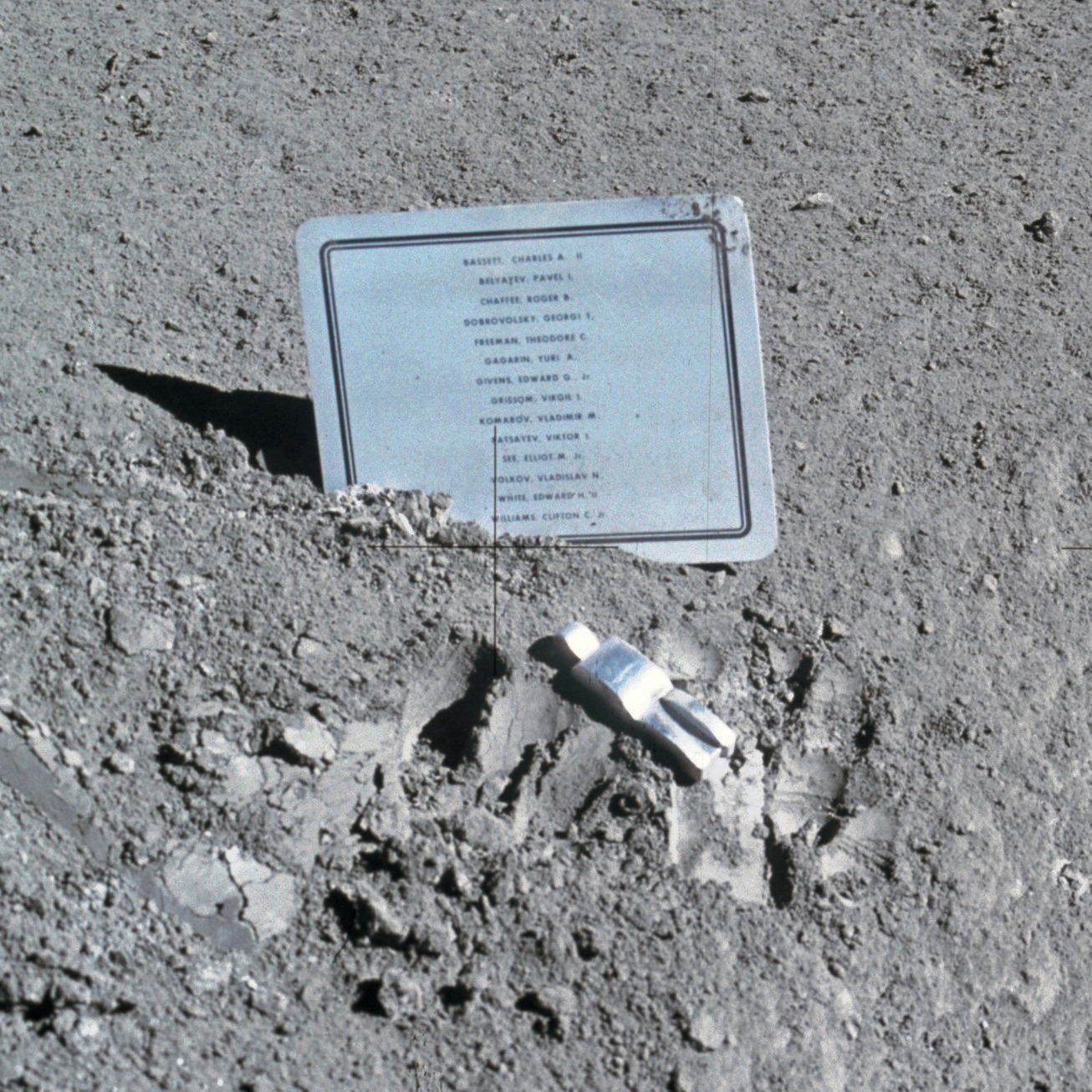
由阿波羅15號的成員在月球上留下的《倒下的宇航员》紀念雕塑
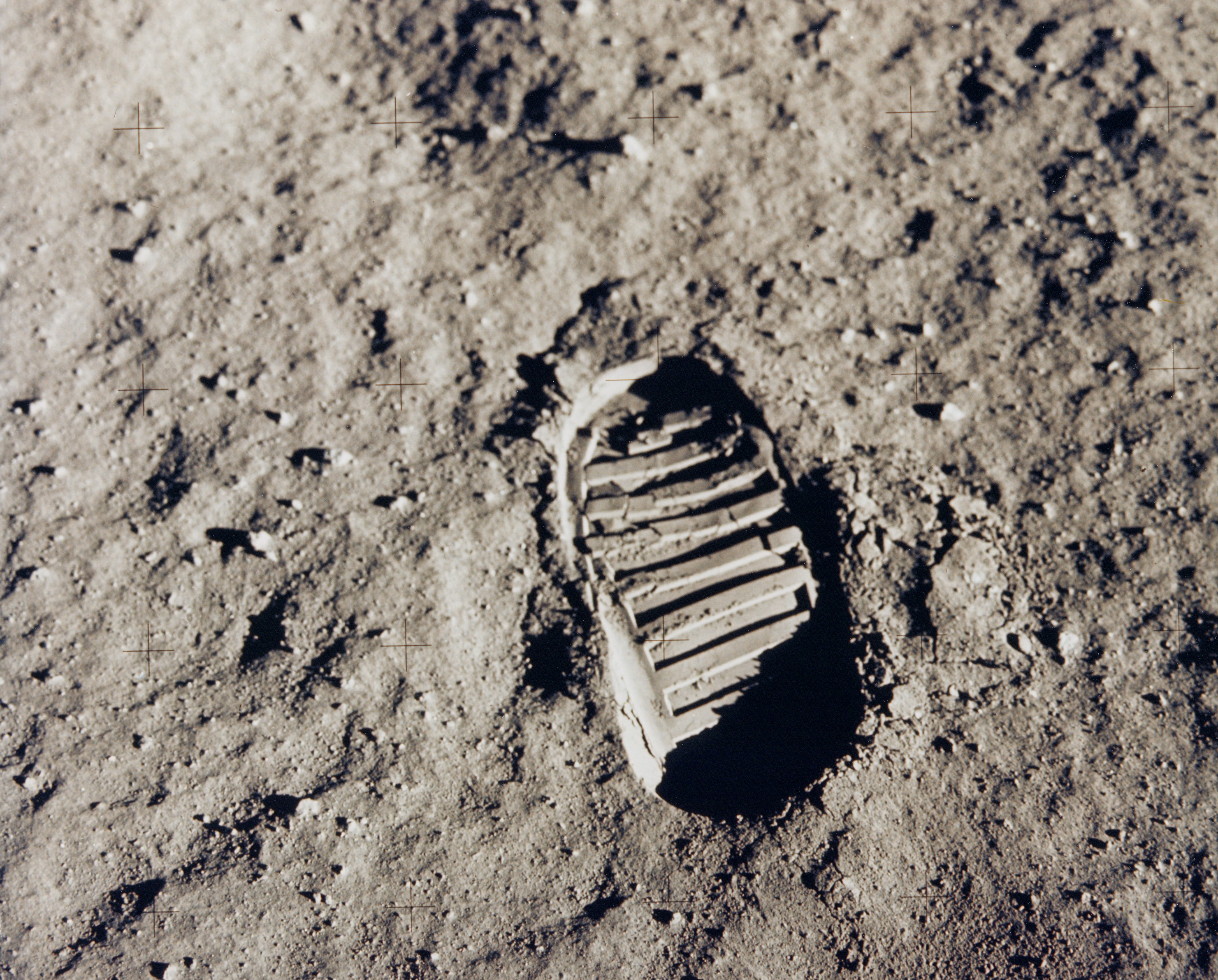
太空人伯茲·艾德林在月球表面留下的腳印